# Municipio de Center (Minnesota)
El municipio de Center (en inglés: Center Township) es un municipio ubicado en el condado de Crow Wing en el estado estadounidense de Minnesota. En el año 2010 tenía una población de 910 habitantes y una densidad poblacional de 16,19 personas por km².

## Geografía
El municipio de Center se encuentra ubicado en las coordenadas 46°29′47″N 94°6′45″O / 46.49639, -94.11250. Según la Oficina del Censo de los Estados Unidos, el municipio tiene una superficie total de 56.2 km², de la cual 46,19 km² corresponden a tierra firme y (17,81 %) 10,01 km² es agua.

## Demografía
Según el censo de 2010, había 910 personas residiendo en el municipio de Center. La densidad de población era de 16,19 hab./km². De los 910 habitantes, el municipio de Center estaba compuesto por el 98,24 % blancos, el 0,11 % eran afroamericanos, el 0,22 % eran amerindios, el 0,11 % eran asiáticos, el 0,11 % eran de otras razas y el 1,21 % eran de una mezcla de razas. Del total de la población el 0,99 % eran hispanos o latinos de cualquier raza.